# Pichiaceae
Famille
Les Pichiaceae sont une famille de champignons de l'ordre des Saccharomycetales.

## Liste des genres
Selon GBIF (3 décembre 2023) :
- Allodekkera Jutakanoke, 2017
- Nakazawaea Y.Yamada, K.Maeda & Mikata
- Willia Groenewege, 1920
- Zygopichia
- Zygopychia Klöcker, 1924

- Brettanomyces N.H.Claussen ex Custers
- Byrrha
- Dekkera Van der Walt
- Enteroramus R.W.Lichtwardt, M.M.White, M.J.Cafaro & J.K.Misra, 1999
- Hansenula Syd. & P.Syd., 1919
- Issatchenkia Kudryavtsev
- Komagataella Y.Yamada, M.Matsuda, K.Maeda & Mikata, 1995
- Kregervanrija Kurtzman
- Martiniozyma Kurtzman, 2015
- Nakazawaea Y.Yamada, K.Maeda & Mikata
- Phaffomyces Y.Yamada, 1997
- Pichia E.C.Hansen, 1904
- Saturnispora Z.Liu & Kurtzman
- Willia Groenewege, 1920